# قرار مجلس الأمن التابع للأمم المتحدة رقم 867
قرار مجلس الأمن التابع للأمم المتحدة رقم 867، المتخذ بالإجماع في 23 أيلول / سبتمبر 1993، بعد التذكير بالقرارات 841 (1993)، 861 (1993) و862 (1993) بشأن الحالة في هايتي، كرر المجلس موقفه المتمثل في حماية السلام والاستقرار الدوليين وأقام بعثة الأمم المتحدة في هايتي.
وتلقى المجلس اقتراحاً من حكومة هايتي بشأن إنشاء قوة شرطة جديدة وتحديث القوات المسلحة الهايتية. في 3 يوليو 1993، وقع رئيس هايتي وقائد الجيش في البلاد اتفاقية لإعادة البلاد إلى السلام والاستقرار، وتناولت قضايا الشرطة والجيش. وفي هذا الصدد، أيد المجلس الجهود المبذولة لتنفيذ ذلك الاتفاق.
بناءً على توصية من الأمين العام بطرس بطرس غالي، أذن المجلس بإنشاء بعثة الأمم المتحدة للإدارة المؤقتة في هايتي لفترة أولية مدتها ستة أشهر، بشرط تمديدها إلى ما بعد الخمسة والسبعين يومًا بناءً على مراجعة من قبل المجلس حول ما إذا كان قد تم إحراز تقدم. وستتألف البعثة نفسها من 567 شرطيًا و 700 مراقب عسكري، من بينهم 60 مدربًا عسكريًا. وسيقوم المراقبون بمرافقة الشرطة الهايتية وتدريبهم ومراقبة عملياتهم، فيما كان الجنود مسؤولين عن تحديث الجيش والأدوار التالية:
(أ) توفير التدريب غير القتالي؛
(ب) ستعمل وحدة التشييد العسكرية مع الجيش الهايتي لتنفيذ مشاريع من تقرير الأمين العام مثل الثكنات العسكرية والبنية التحتية.
ورحب باعتزام الأمين العام وضع البعثة تحت إشراف ممثله الخاص ومنظمة الدول الأمريكية، التي أشرفت أيضا على البعثة المدنية الدولية. وطُلب من هايتي توفير الأمن وحرية التنقل لموظفي الأمم المتحدة، وحث على إبرام اتفاق بشأن وضع البعثة. في الوقت نفسه، طُلب من المجموعات في البلاد نبذ العنف.
وطُلب من الأمين العام أن يلتمس تمويل البعثة عن طريق صندوق استئماني ومساهمات من الدول الأعضاء لعنصري الشرطة والعنصر العسكري في بعثة الأمم المتحدة في هايتي. واختتم القرار بمطالبة منه كذلك بتقديم تقرير بحلول 10 كانون الأول / ديسمبر 1993 و 25 كانون الثاني / يناير 1994 عن التطورات في هايتي.

## روابط خارجية
- نص القرار في undocs.org